# Jean-François Decaux
Pour les articles homonymes, voir Decaux.
Jean-François Decaux, né le 8 mars 1959 à Paris, est un industriel français. Il dirige avec son frère Jean-Charles l'entreprise JCDecaux depuis 2002, il est le fils aîné de Jean-Claude et le frère de Jean-Charles et Jean-Sébastien.

## Biographie
Jean-François Decaux entre dans la société familiale à 23 ans, après une licence de droit et une école de commerce. Il travaille pour JCDecaux en Allemagne, puis à Londres où il vit toujours. En 2002, son père lui laisse la co-direction de l'entreprise avec son frère Jean-Charles. Les deux frères alternent depuis une année sur deux au poste de directeur général de la société,,.
En mai 2013, sa fille Alexia Decaux-Lefort a intégré le conseil de surveillance de l'entreprise JCDecaux,.

## Malta Files
En mai 2017, lors des révélations des Malta Files, Jean-François Decaux est cité par Mediapart avec d'autres grands patrons français comme ayant acquis un yacht et l'ayant immatriculé à Malte afin de bénéficier d'une « fiscalité attractive », et de « charges sociales très basses qui réduisent le coût de l'équipage »,. Le Tilakkhana, un yacht Wally de 24 mètres et de plus de 5 millions d’euros, a en effet été acquis par Jean-François Decaux via une filiale maltaise, Alhoel, permettant de bénéficier d'un taux réduit de TVA (5,4 % au lieu de 10 à 20 % en France) grâce au procédé du leasing maltais.

## Vie privée
Jean-François Decaux est fan de polo et possède le Brittany Polo Club à Guérande. Il est également capitaine de l'équipe La Bamba de Areco.